# La Mesa (Panama, Bocas del Toro)
Pour les articles homonymes, voir La Mesa.
Boca del Drago est un corregimiento situé dans le district de Changuinola, province de Bocas del Toro, au Panama. Il a été créé le 19 octobre 2020, séparé du corregimiento de Las Tablas.